# Eudesmia (Erebidae)
Eudesmia là một chi bướm đêm trong họ Erebidae.

## các loài
- Eudesmia arida (Skinner, 1906)
- Eudesmia laetifera
- Eudesmia loccea
- Eudesmia lunaris
- Eudesmia major
- Eudesmia menea (Drury, 1782)
- Eudesmia mina
- Eudesmia monon
- Eudesmia praxis
- Eudesmia prusias
- Eudesmia quadrifasciata
- Eudesmia ruficollis
- Eudesmia tehuacana
- Eudesmia trisigna
- Eudesmia unicincta